# Ferdinand Seymour, conte di St. Maur
Edward Adolphus Ferdinand Seymour (Londra, 17 luglio 1835 – Londra, 30 settembre 1869) è stato un nobile e militare britannico, conte di St. Maur e tredicesimo barone Seymour.

## Biografia
Era figlio di Edward Adolphus Seymour, XII duca di Somerset e Lady Georgiana Sheridan. Venne indicato come Lord Seymour fino al 1863 quando suo padre divenne conte di St Maur, di Berry Pomeroy. Dopo quella data adottò come titolo di cortesia quello del padre.
Seymour combatté per un breve periodo come volontario nella guerra anglo-persiana (1855–1857) e quasi immediatamente dopo partecipò nell'assedio di Lucknow durante i Moti indiani (1857–1858).
Combatté anche in Italia e in Sicilia, come volontario civile, unendosi all'esercito di Giuseppe Garibaldi nel 1860. All'inizio assunse il grado di Capitano, avendo comandato assieme a suo fratello minore Lord Edward Seymour (1841–1865) nella cavalleria inglese come capitani. Si distinse nella Battaglia del Volturno ed in altre campagne.
Garibaldi allora ufficializzò il suo grado di capitano nonostante fosse di fatto un volontario civile.
Nel 1860 dopo che Garibaldi lo aveva nominato segretario militare, Seymour accusò un ufficiale (che era un favorito di Garibaldi) di appropriazione indebita. L'ufficiale lo sfidò ad un duello che invece l'ufficiale superiore (il colonnello John Whitehead Peard) proibì. Seymour, per la sua incolumità, volle essere accompagnato dalle guardie del corpo e decise di fuggire in Gran Bretagna. L'episodio lo colpì a tal punto che rifiutò in futuro di partecipare ad altre campagne belliche, preferendo invece di viaggiare per l'Europa e studiare le lingue.
Nel luglio del 1863 fu convocato alla Camera dei Lord avendo ricevuto grazie al padre il titolo di barone Seymour.
Nel 1866 iniziò una relazione con una cameriera, Rosina Elizabeth Swan, di Higham nel Suffolk. La tenne con sé durante i suoi viaggi tornando a vivere in Inghilterra con lei nel 1868 per vivere a Brighton. Seymour e Rosina ebbero due figli:
- Ruth Mary (Tangeri, 1867–1953) nata mentre la coppia si trovava a Tangeri;
- Harold St. Maur, nato a Brighton.

Poco dopo la nascita del figlio Seymour morì durante una tracheotomia d'urgenza nel suo appartamento a Londra. Se suo padre si fosse sposato, Harold sarebbe divenuto erede del ducato. Passò invece molti anni a provare l'esistenza di un matrimonio tra i genitori. Arrivò anche a pubblicare su un giornale olandese un annuncio per cercare testimoni offrendo una ricompensa.
Nel 1885 Edward Adolphus Seymour, XII duca di Somerset morì lasciando erede suo fratello Archibald.